# Кобринське сільське поселення
Кобри́нське сільське поселення (рос. Кобринское сельское поселение) — адміністративна одиниця у складі Нагорського району Кіровської області Росії. Адміністративний центр поселення — селище Кобра.

## Історія
Станом на 2002 рік на території сучасного поселення існували такі адміністративні одиниці:
- Кобринський сільський округ (селища Кобра, Орлеці, присілок Щучкіно)
- Красноріченський сільський округ (селище Красна Річка)

Поселення було утворене згідно із законом Кіровської області від 7 грудня 2004 року № 284-ЗО у рамках муніципальної реформи шляхом об'єднання Кобринського та Красноріченського сільських округів.

## Населення
Населення поселення становить 1153 особи (2017; 1208 у 2016, 1242 у 2015, 1271 у 2014, 1342 у 2013, 1406 у 2012, 1495 у 2010, 2036 у 2002).

## Склад
До складу поселення входять 4 населених пункти:
| Населений пункт        | Населення, осіб (2002) | Населення, осіб (2010) |
| ---------------------- | ---------------------- | ---------------------- |
| Кобра, селище          | 1259                   | 1006                   |
| Красна Річка, присілок | 199                    | 48                     |
| Орлеці, селище         | 571                    | 441                    |
| Щучкіно, присілок      | 7                      | 0                      |